# Максим Тіссо
Максим Тіссо (англ. Maxim Tissot, нар. 1 квітня 1992, Гатіно) — канадський футболіст, захисник. Виступав у складі національної збірної Канади.

## Клубна кар'єра
Народився 1 квітня 1992 року в місті Гатіно. Займався футболом в академії «Оутауе», де він грав між 2004 і 2008 роками, а 2009 року він приєднався до клубу «Труа-Рів'єр Аттак», з якою виграв чемпіонат CSL, зігравши у 14 іграх. У 2010 році він перейшов до молодіжної академії «Монреаль Імпакт» і виступав у резервній лізі MLS. 

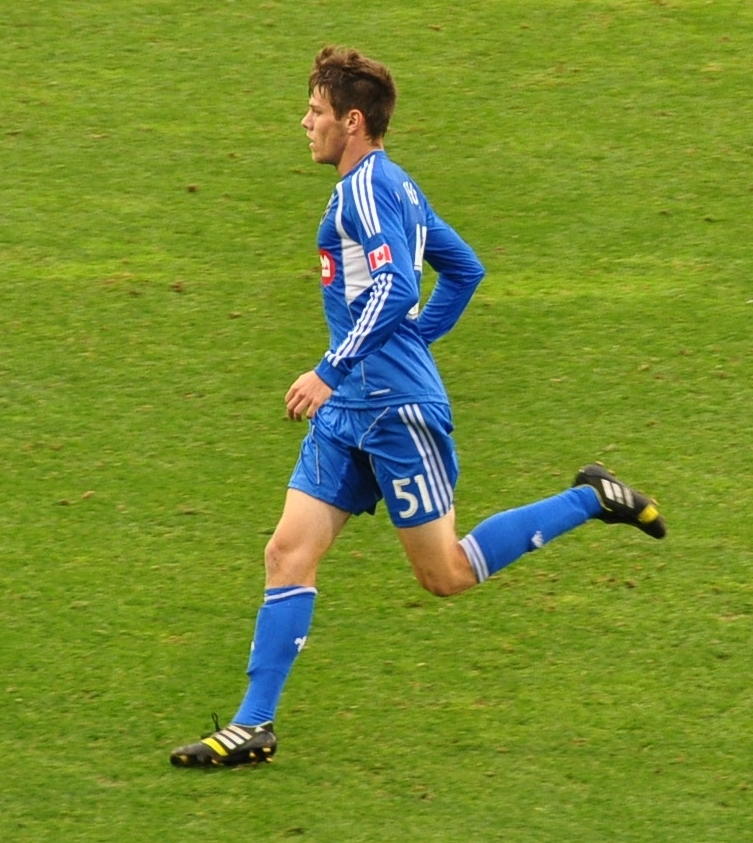
Максим Тіссо у 2013 році.

26 лютого 2013 року клуб підписав з гравцем контракт і 14 квітня Тіссо дебютував за першу командуу матчі проти «Коламбус Крю» у Major League Soccer, а 29 вересня у поєдинку проти «Чикаго Файр» забив свій перший гол за команду. Загалом провів у команді три сезони, взявши участь у 44 матчах чемпіонату MLS, а також у 2013 та 2014 роках він двічі поспіль став переможцем чемпіонату Канади. 28 червня 2016 року Тіссо покинув рідний клуб.
14 липня 2016 року Тіссо підписав контракт із клубом Північноамериканської футбольної ліги «Оттава Ф'юрі», де виступав до кінця року, після чого повернувся до вищого дивізіону, підписавши 24 лютого 2017 року контракт з клубом MLS «Ді Сі Юнайтед». Втім у столичній команді закріпитись не зумів, зігравши лише один матч 22 квітня 2017 року проти «Нью-Інгленд Революшн», а також на правах оренди грав за «Річмонд Кікерз» з USL, тому 8 травня 2017 року Тіссо залишив команду.
9 травня 2017 року Тіссо приєднався до клубу Північноамериканської футбольної ліги «Сан-Франциско Делтас». За його участі клуб здобув перемогу в лізі, здолавши у фіналі сезону 12 листопада «Нью-Йорк Космос» з рахунком 2:0. Однак, через кілька днів після чемпіонського матчу «Делтас» були розформовані.
10 січня 2018 року Тіссо повернувся до «Оттави Ф'юрі», але і цей клуб після завершення сезону 2019 припинив існування.
22 липня 2020 року Тіссо підписав контракт з клубом Канадської Прем'єр-ліги «Фордж». 19 вересня у фіналі КПЛ проти «Галіфакс Вондерерз» Тіссо забив гол і допоміг «Форджу» виграти чемпіонський титул.
26 січня 2022 року Тіссо повернувся в Оттаву, підписавши однорічний контракт з «Атлетіко Оттава». Загалом відіграв за команду з Оттави 53 матчів в національному чемпіонаті і наприкінці сезону 2024 року він оголосив про завершення кар'єри.

## Виступи за збірну
16 січня 2015 року дебютував в офіційних іграх у складі національної збірної Канади в товариському матчі проти збірної Ісландії (1:2), замінивши у другому таймі Джонатана Осоріо. 
У складі збірної був учасником розіграшу Золотого кубка КОНКАКАФ 2015 року у США та Канаді, на якому зіграв у одному матчі проти збірної Коста-Рики. Загалом зіграв за збірну 13 ігор.

## Титули і досягнення
- Переможець Канадської футбольної ліги (CSL) (1):

«Труа-Рів'єр Аттак»: 2009
- Чемпіон Канади (2):

«Монреаль Імпакт»: 2013, 2014
- Переможець Північноамериканської футбольної ліги (1):

«Сан-Франциско Делтас»: 2017
- Переможець Канадської Прем'єр-ліги (1):

«Фордж»: 2020